# Arabis tenuisiliqua
Arabis tenuisiliqua är en korsblommig växtart som beskrevs av Karl Heinz Rechinger och Mogens Engell Köie. Arabis tenuisiliqua ingår i släktet travar, och familjen korsblommiga växter. Inga underarter finns listade i Catalogue of Life.